# Quincy (Ohio)
Quincy é uma vila localizada no estado norte-americano de Ohio, no Condado de Logan.

## Demografia
Segundo o censo norte-americano de 2000, a sua população era de 734 habitantes.
Em 2006, foi estimada uma população de 696, um decréscimo de 38 (-5.2%).

## Geografia
De acordo com o United States Census Bureau tem uma área de
2,9 km², dos quais 2,9 km² cobertos por terra e 0,0 km² cobertos por água.

## Localidades na vizinhança
O diagrama seguinte representa as localidades num raio de 20 km ao redor de Quincy.